# Сакура (Тотіґі)

36°41′7″ пн. ш. 139°57′59″ сх. д. / 36.68528° пн. ш. 139.96639° сх. д.
Са́кура (яп. さくら市, さくらし, МФА: [sakuɾa ɕi̥]) — місто в Японії, в префектурі Тотіґі.

## Короткі відомості
Розташоване в північно-центральній частині префектури, на північному краю Кантоської рівнини, на східному березі річки Кіну. Утворене 28 березня 2005 року шляхом об'єднання містечок Удзіїе та Кіцуреґава. Основою економіки є сільське господарство, харчова і деревообробна промисловості. Станом на 1 жовтня 2008 площа міста становила 125,46 км². Станом на 1 січня 2009 населення міста становило 42 913 осіб.